# 恋極星
『恋極星』（こいきょくせい）は、漫画家のミツヤオミの読み切り『君に光を』を原作とした2009年公開の日本映画である。女性写真家であるAMIY MORIの初監督作品。
企画・プロデュースは、韓国映画『私の頭の中の消しゴム』のベースとなったテレビドラマ『Pure Soul〜君が僕を忘れても〜』を手がけた木村元子。

## 概要
両親を亡くし知的障害の弟と2人でひっそりと生きているヒロイン柏木菜月が、幼馴染の舟曳颯太と再会し、献身的な愛を捧げるうちに、自らも笑顔を取り戻していくという静かなラブストーリー。

## 登場人物・キャスト・テーマ
- 柏木菜月：戸田恵梨香(幼少期：北山向日葵）
- 舟曳颯太：加藤和樹（幼少期：千阪健介）
- 柏木大輝：若葉竜也（幼少期：望月太陽）
- 柏木浩一：吹越満
- 舟曳弥生：熊谷真実
- 鏡リュウジ：鏡リュウジ（友情出演）
- 二階堂智
- 徳井優
- キムラ緑子
- 浅香友紀、岩崎光里、加藤良、松田一輝、Takuya
- 黒沢光春、山崎大昇、桝田徳寿、斎藤富夫、高橋真人、金田一仁志
- 村上有希子、奈々葉、佐藤慶太、中山恭誉、松本卓夫、藤本早苗

## スタッフ
- 原作：ミツヤオミ『君に光を』（講談社「別冊フレンド」掲載）
- 企画・プロデュース：木村元子
- プロデューサー：佐藤丈
- 監督：AMIY MORI
- 脚本：横田理恵
- 音楽：小西香葉、近藤由紀夫
- 主題歌：「好きです。」青山テルマ
- 挿入歌1：「Disconsolate -acoustic ver.-」mihimaru GT
- 挿入歌2：「Love is…Shine」黒瀬真奈美
- 挿入歌3：「世界が敵になっても」アニーポンプ
- 挿入歌4：「Say Love You」DAIZO
- 挿入歌5：「春のカケラ」佐藤竹善
- 挿入歌6：「キミの為に僕が強くなる」Honey L Days
- エンディングテーマ：「奇跡 -acoustic ver.-」岡野宏典
- 制作：デジタルハリウッド・エンタテインメント、プロデュース・ハウス・ノアズ
- 製作：「恋極星」製作委員会（デジタルハリウッド・エンターテイメント、ポニーキャニオン、サイバード、Vox Project）
- 制作総指揮：柳原秀哉、三宅容介、小林雄子、Naomi Fung
- エグゼクティブプロデューサー：男全修二、坂本紫穂
- ラインプロデューサー：澤田勝美
- 監督補：戸田直秀
- 撮影：小松原茂
- 照明：松隈信一
- 美術：鈴村高正
- 録音：小川武
- 編集：松竹利郎
- スクリプター：奥平治美
- 助監督：白石克則
- ビデオエンジニア：三坂裕之
- VFXスーパーバイザー：高橋哲人
- EED：来栖和成
- サウンドミキサー：山本逸美
- サウンドエディター：伊藤晃
- 制作担当：井畑周吾
- 装飾：澤路和範
- スタイリスト：市原みちよ
- ヘアメイク：中村洋子、倉田明美
- 演出助手：北村翼、箕輪博之、河村恵
- 撮影助手：市毛幸雄、金子圭太郎
- 照明助手：北村憲祐、加藤学、河村和宏、古橋孝映、赤塚洋介、木津俊彦、成毛紗恵子
- 録音助手：山本弘樹、星野裕雄、星野厚、安居雄一
- 小道具：山内栄子
- 装飾助手：森公美、千葉健太郎
- スタイリスト助手：日置友美
- スチール：山下大輔
- メイキング：山口哲郎
- フォーリーミキサー：勝俣まさとし
- アシスタントサウンドエディター：飯島啓実
- アシスタントサウンドミキサー：山田良平
- 制作主任：奈良潔
- 制作進行：倉本圭一郎、松村隆徳
- 車両：野村弘、宮嶋総士、岡崎広和、中出陽江、金子隆洋、金子利也、皆川要、高橋昭生、岡坂雅明
- 照明応援：新保健次、紫崎幸
- 装飾応援：中原芳雄、七尾出
- ヘアメイク応援：浅見順子
- スチール応援：圷邦信、新井徹也
- 制作応援：畝田光記、中塚薫、菊地輝、武藤拓也、佐々木仁志
- アシスタントプロデューサー：戸田泰雄、碓水貴也
- 制作デスク：佐藤美里
- 技術デスク：蟇田忠雄
- 映像協力：ディー・ファクトリー
- 企画協力：STUDIO AMIY
- 医療監修：成相直
- 天文監修：五藤光学研究所
- 音楽プロデューサー：小西香葉
- 音楽：MOKA☆
- 音楽制作：officeパクチーズ
- 作曲・編曲・シンセサイザー演奏：小西香葉&近藤由紀夫
- ストリングス演奏：真部裕ストリングス
- ピアノ演奏：倉田信雄
- コーラス：MOKA☆
- エンジニア：坂元達也
- 録音スタジオ：aLIVE Recording Studio
- カラリスト：関口正人
- タイミング：三橋雅之
- HDリアルタイムレコーディング：稲垣和康
- テクニカルコーディネート：高野光啓
- Web宣伝：高橋伸明、加藤和真、荒武正人、中尾司、上岡佳奈子、待山武雄、直井勇人、サカモトミチロウ
- スペシャルサンクス：岩田智之、西向仁史、伊東昭英、加賀洋一、三上慎晶、薦永靖彦
- ロケーション協力：北海道医療大学病院、学校法人和光学園、小樽商科大学、室蘭市青少年科学館、サッポロファクトリー、札幌自動車運輸株式会社、小樽市水道局、北海道中央バス株式会社、株式会社ERAソロールホーム、北海道旅客鉄道株式会社、ノルベサ、ウイングベイ小樽、株式会社新宮商行、洋菓子の館、グループホーム自由の丘、PRESSCAFÉ、居酒屋八八、麦輪小樽、フラワーリトル、スガイ・エンタテインメント、白い恋人チョコレートファクトリー、ピヴォ、小樽フィルムコミッション
- 撮影協力：オーセントホテル小樽、スカイマーク株式会社、株式会社KMクリエイト、室蘭市教育委員会、北海道映像産業振興連盟、札幌市消防局、小樽北脳神経外科、室蘭プリンスホテル、カット&パーマヤマシタ、浅間家畜育成牧場、佐々木創建株式会社、高橋組、青塚食堂、D.U.O、株式会社加藤電機商会、エスケーリース株式会社、ニッポンレンタカー北海道株式会社、札幌フィルムコミッション、嬬恋フィルムコミッション、小樽市、赤井川村役場、余市町役場、オタモイ町内会、十間坂商店会、花園銀座商店会、株式会社エッグ、オフィスティンブル
- 配給：日活

## 撮影場所
- 舟曳颯太が入院治療する病院シーンは北海道医療大学病院で撮影された。
- さっぽろファクトリー
- 青少年科学館
- 小樽

## その他
- 北海道札幌市、小樽市、室蘭市にてロケが行われた。